# Suterkopf

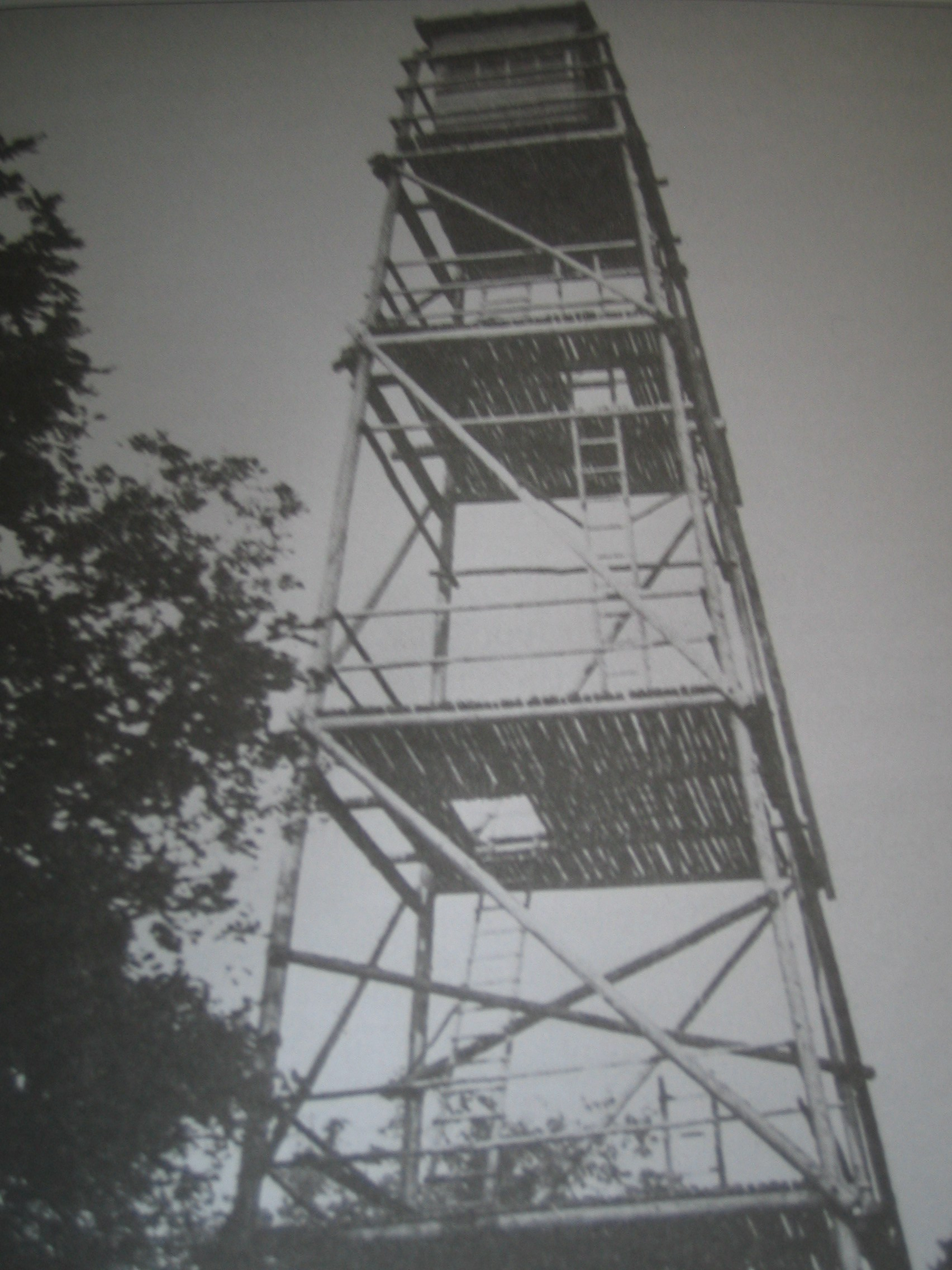
Beobachtungsturm auf dem Suterkopf, während des Zweiten Weltkriegs

Der Suterkopf nahe Haintchen im hessischen Landkreis Limburg-Weilburg ist eine 461,8 m ü. NHN hohe Erhebung im Mittelgebirge Taunus.

## Namensgebung
Der Ursprung des Namens „Suter“ ist nicht genau belegt. Vielleicht geht er auf den nassen, morastigen Wald unterhalb des Berges zurück und auf das Suhlen von Rotwild und Schwarzwild.

## Geographie

### Lage
Der Suterkopf erhebt sich im Östlichen Hintertaunus innerhalb des Naturparks Taunus. Der Gipfel des in der Gemarkung von Haintchen befindlichen Bergs liegt 1,6 Kilometer (km) südlich von Haintchen und 3,3 km ostsüdöstlich von Eisenbach (beide zu Selters) sowie 4 km nordnordöstlich von Schwickershausen (zu Bad Camberg) und 2 km ostnordöstlich von Hasselbach (zu Weilrod). Der bewaldete Berg ist Teil der Feldberg-Langhals-Pferdskopf-Scholle, die das Emsbachtal vom Weiltal trennt, und zählt zu den höchsten nordwestlichen Bergen dieser Hochscholle. Etwa 0,8 km nördlich liegt der Koberg (460,5 m) und 2,1 km (jeweils Luftlinie) südsüdöstlich das Kuhbett (525,6 m). Etwas nordöstlich vom Suterkopf entspringt der Eisenbach und südöstlich dessen Zufluss Hauserbach.

### Naturräumliche Zuordnung
Der Suterkopf zählt in der naturräumlichen Haupteinheitengruppe Taunus (Nr. 30), in der Haupteinheit Östlicher Hintertaunus (302) zum Naturraum Pferdskopf-Taunus (302.6).

## Beobachtungsturm
Auf dem Suterkopf stand während des Zweiten Weltkriegs ein Beobachtungsturm mit einem weiten Fernblick in das Umland. Von dort aus gab es eine Telefonstandleitung bis nach Haintchen, um Feuer und Rauchentwicklung in der Umgebung zu melden. Nach Kriegsende wurde der Turm aus Sicherheitsgründen abgebaut.